# Hachette (papillon)
Aglia tau
Pour les articles homonymes, voir Hachette.
Espèce
La Hachette, Aglia tau, est un lépidoptère (papillon) appartenant à la famille des Saturniidae, à la sous-famille des Agliinae qui ne comporte que le genre Aglia .

## Description

### Imago
Aglia tau

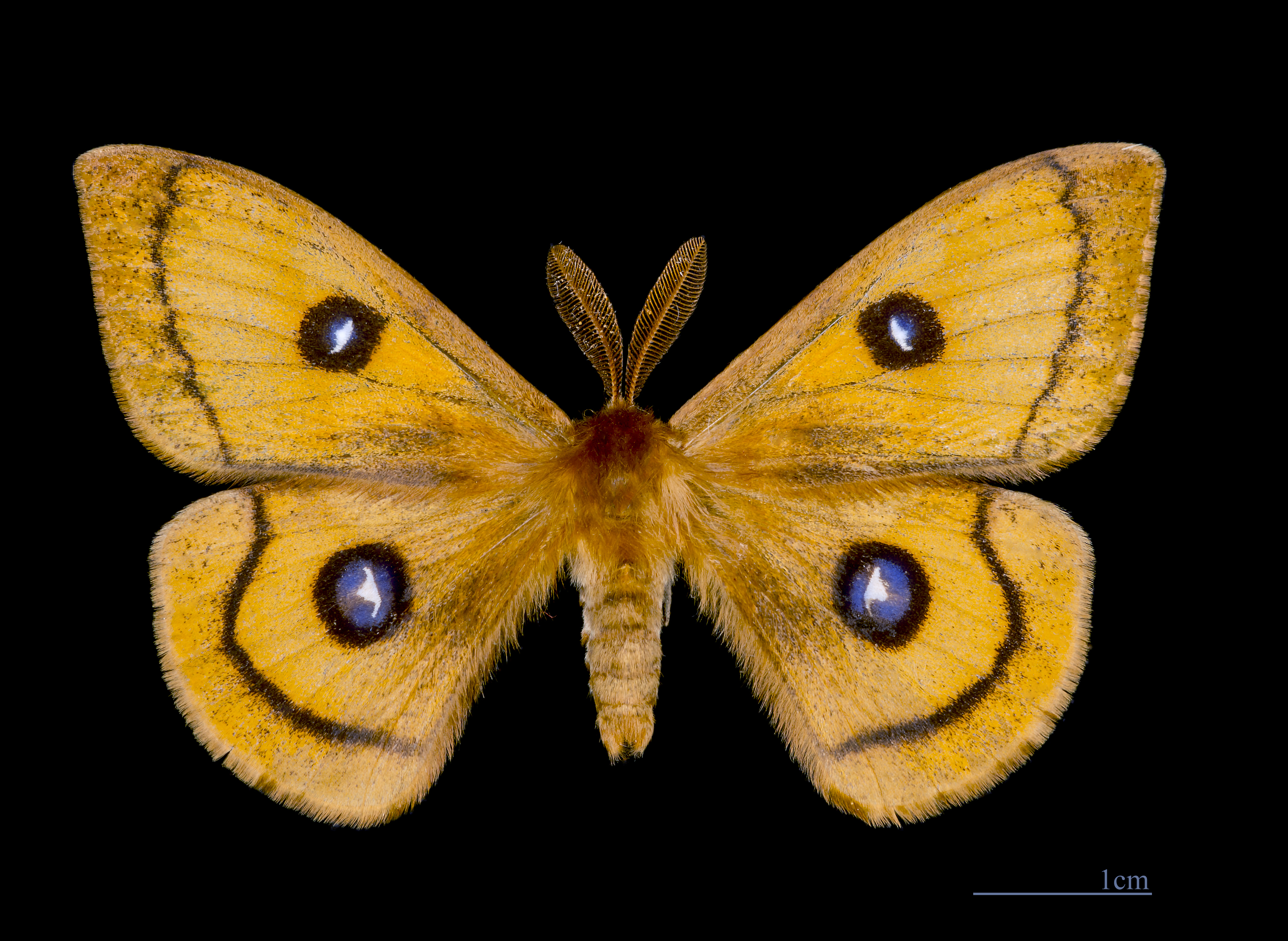
Mâle, face dorsale MHNT
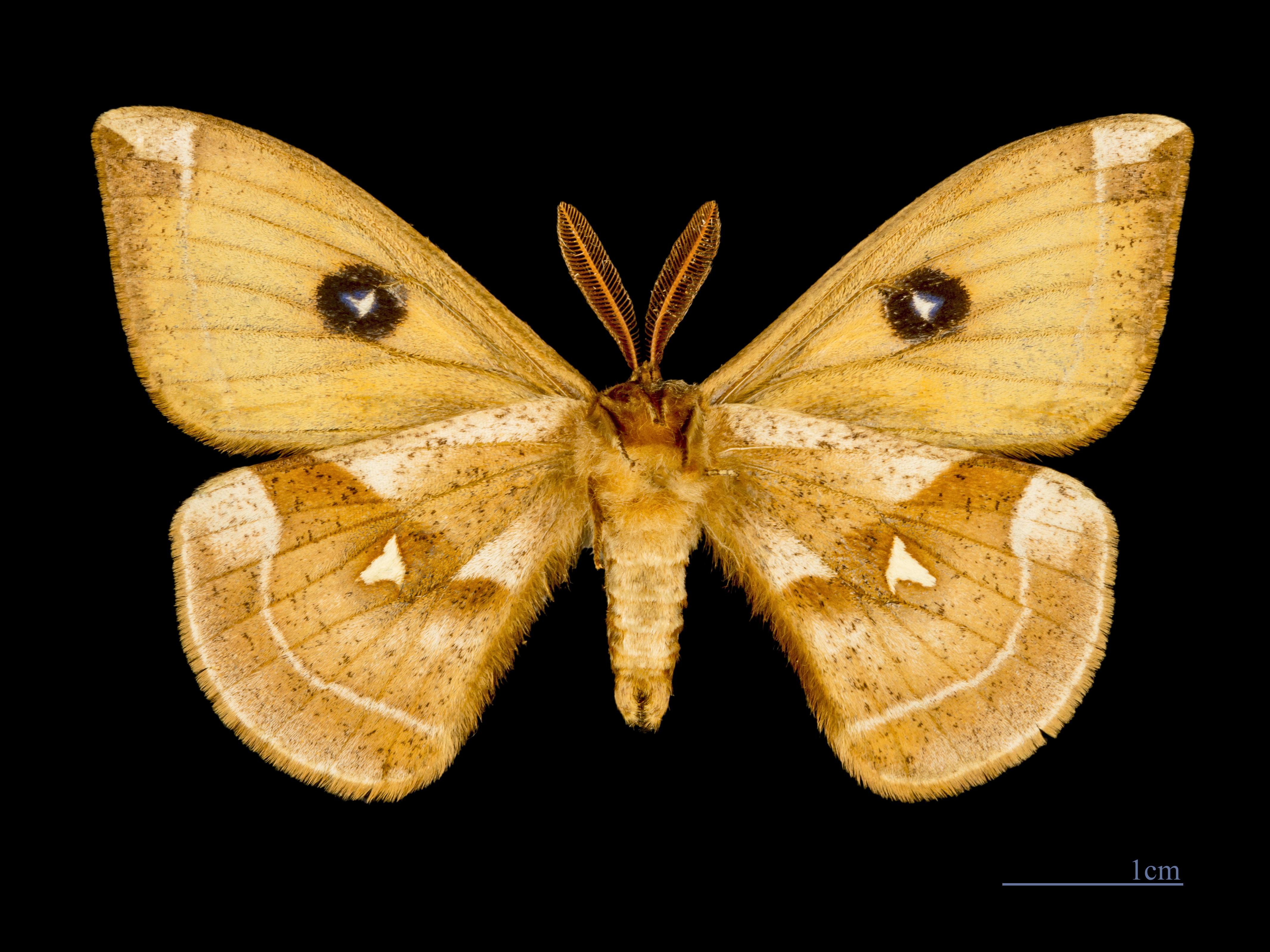
Mâle, face ventrale MHNT
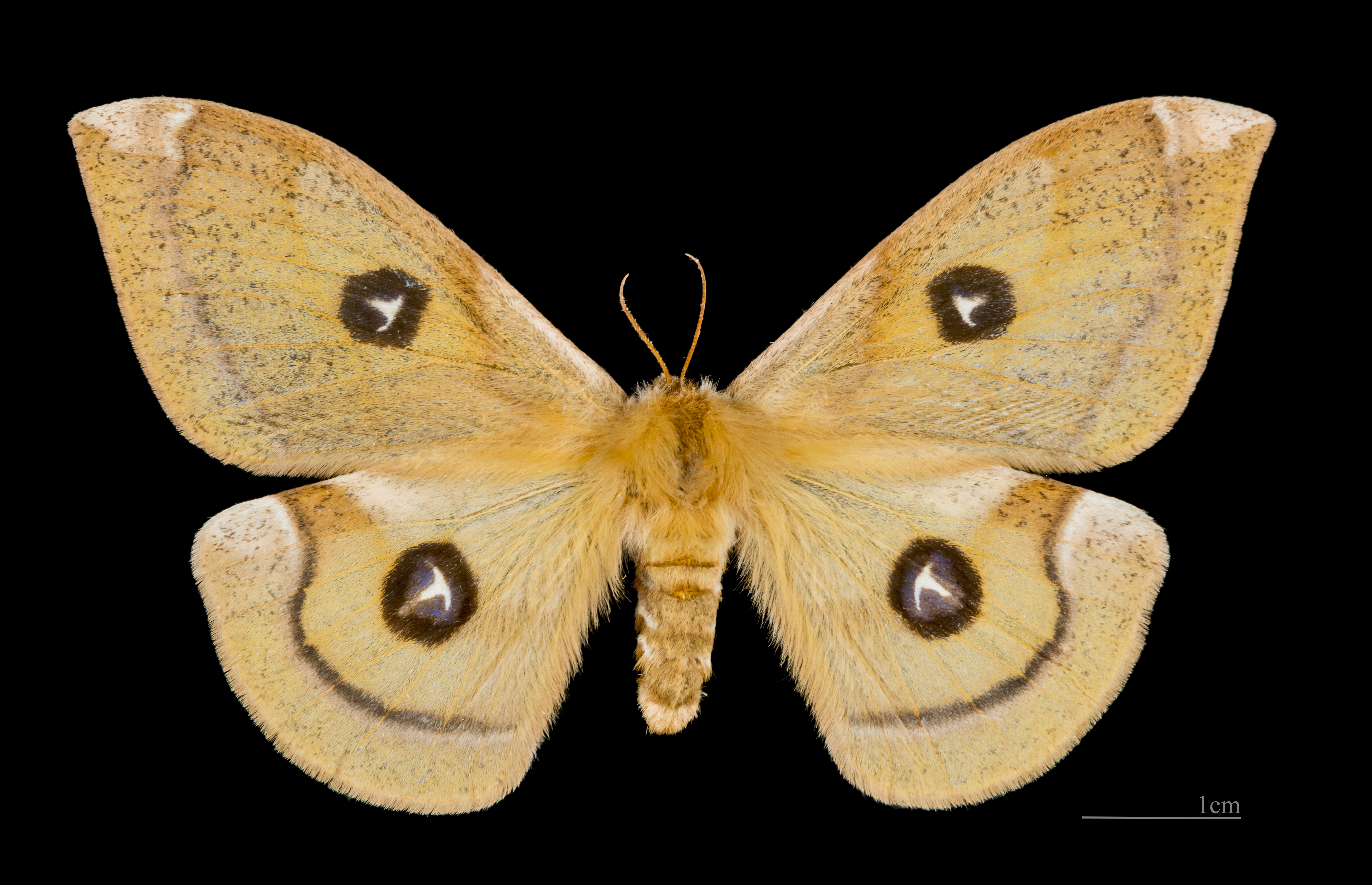
Femelle, face dorsale MHNT
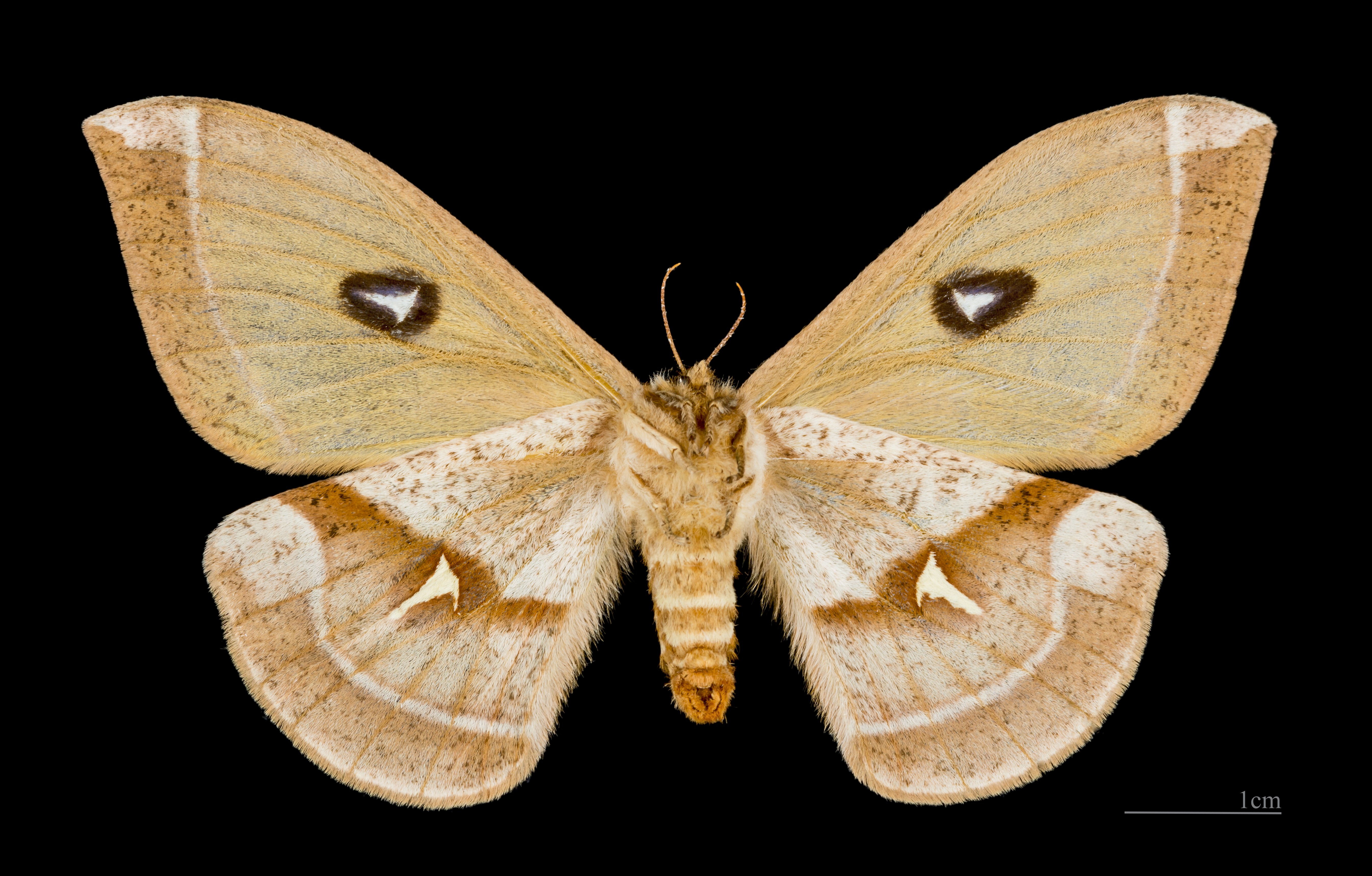
Femelle, face ventrale MHNT

Aglia tau f. melaina

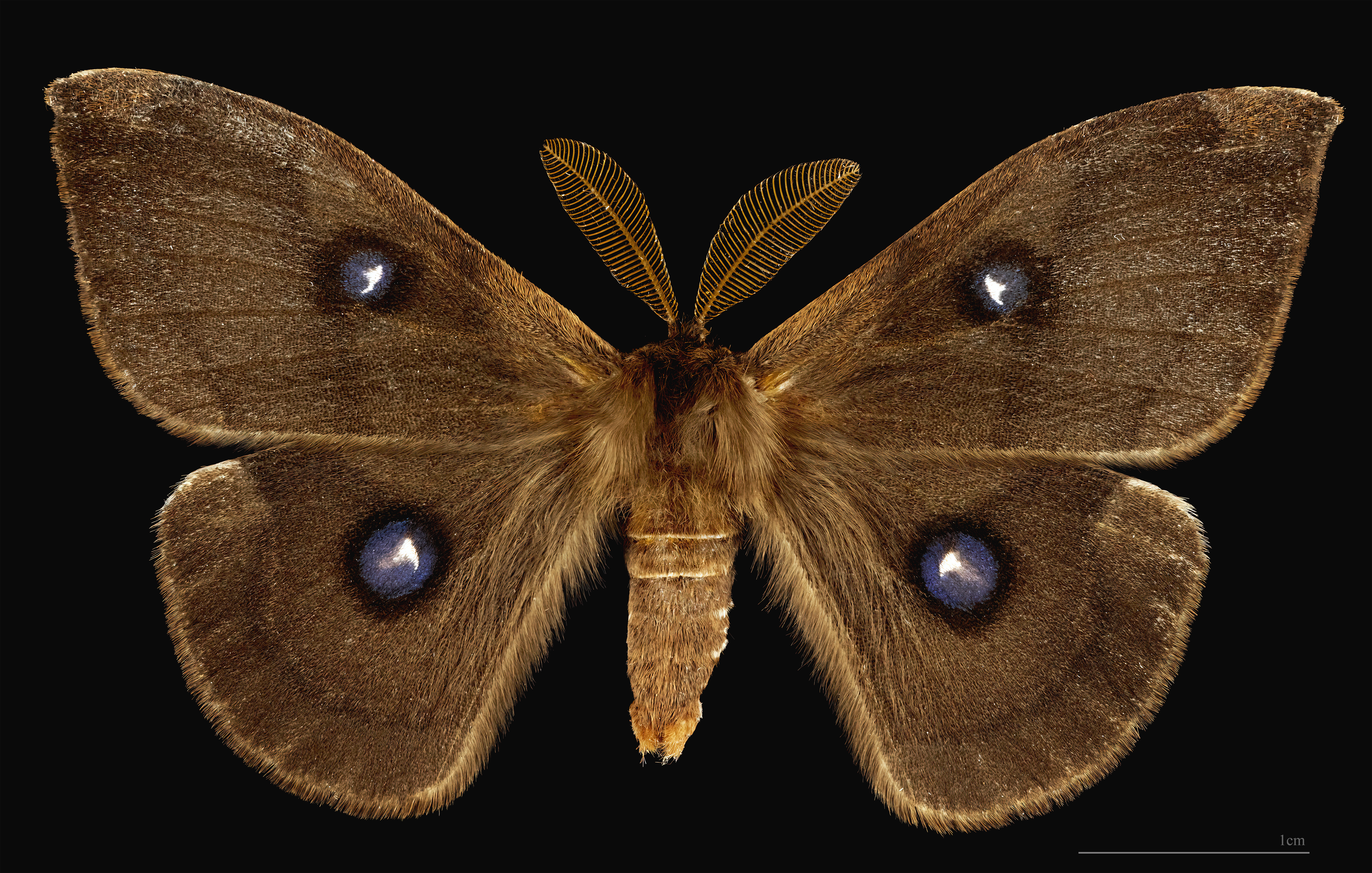
Mâle, face dorsale MHNT
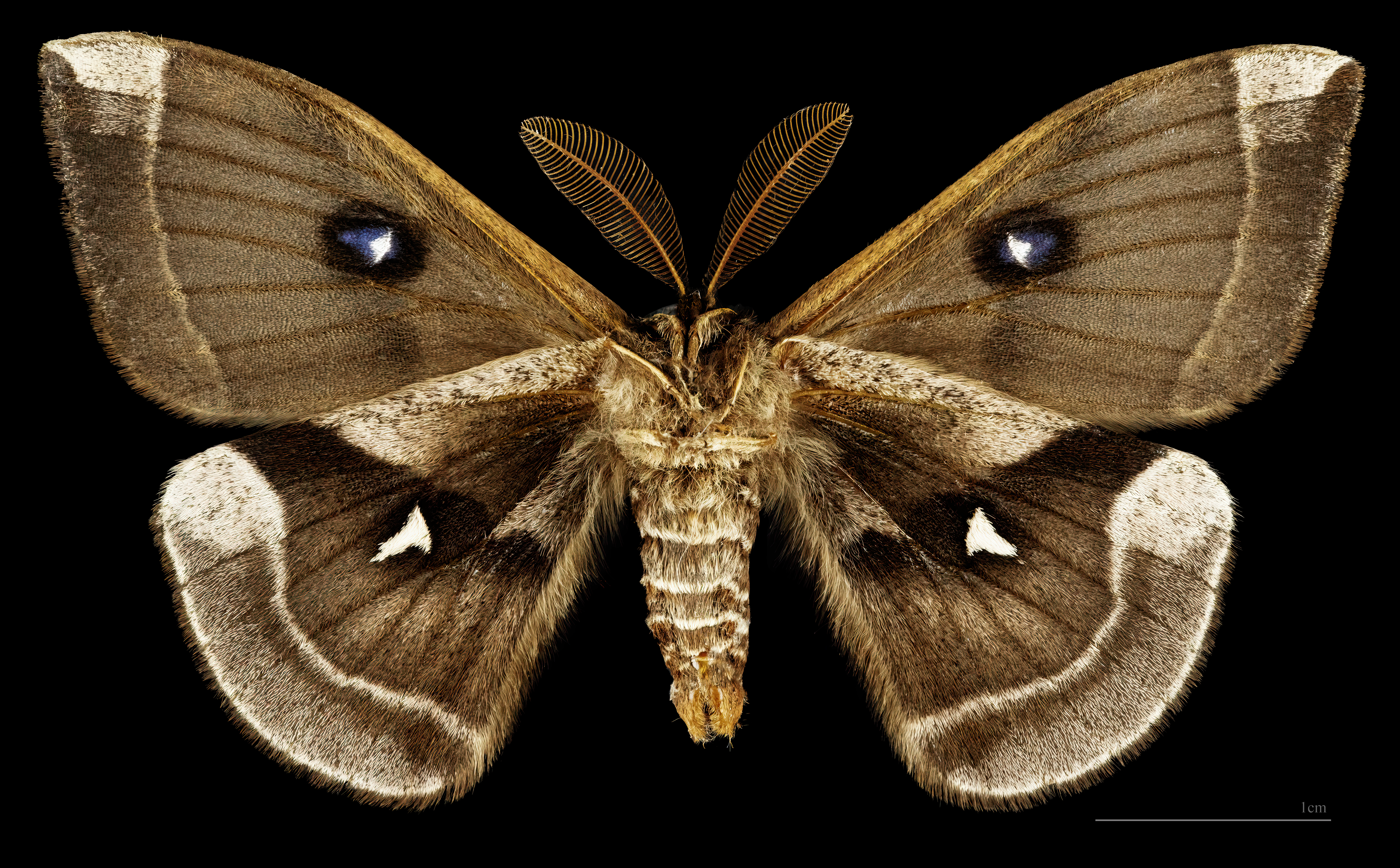
Mâle, face ventrale MHNT
Femelle, face dorsale MHNT
Femelle, face ventrale MHNT

- Envergure du mâle : de 28 à 36 mm. La femelle est plus grande, de coloration plus claire. Dans les deux sexes, les ailes sont relevées et jointes au repos à la manière des rhopalocères.

### Chenille et chrysalide

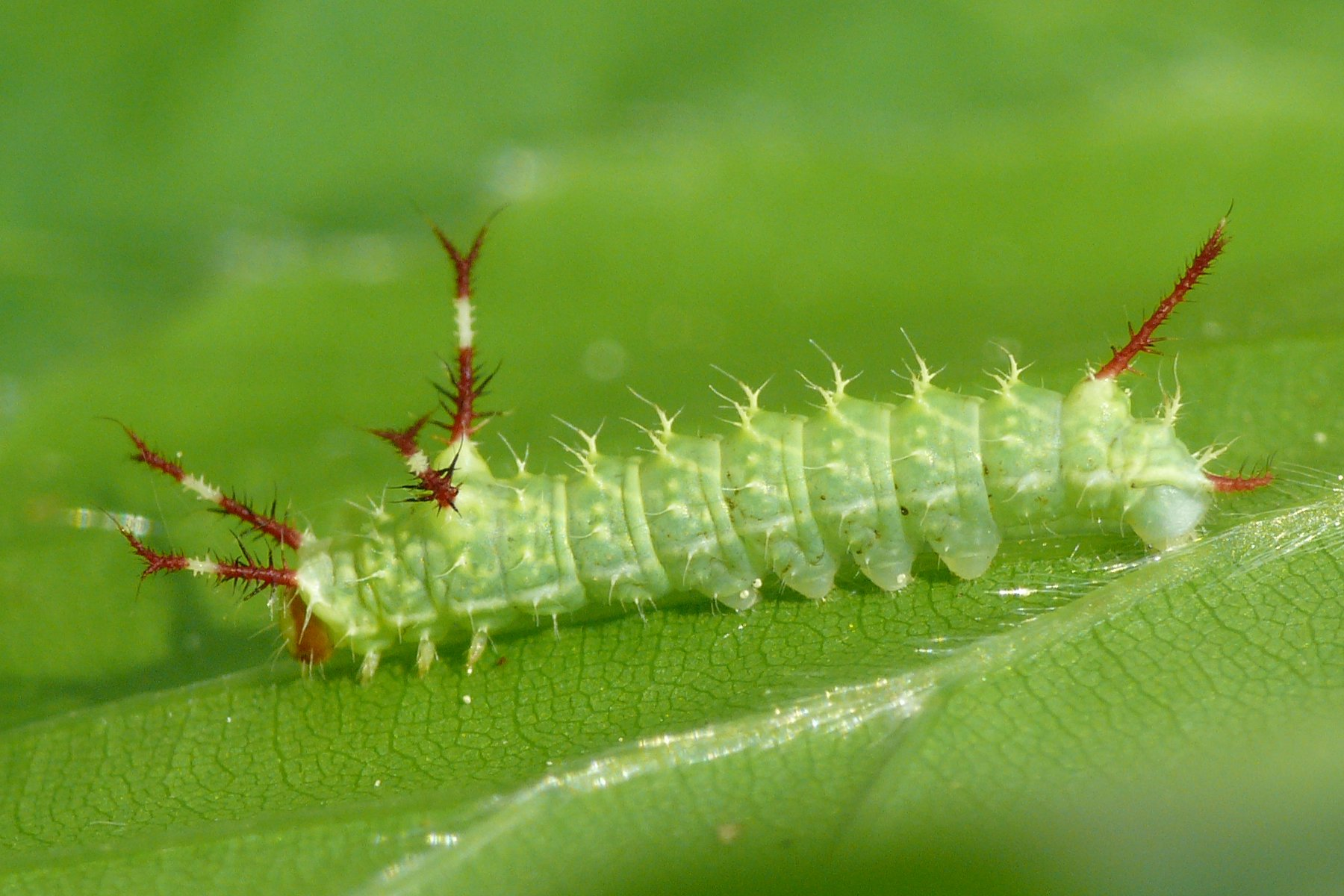
Chenille stade I
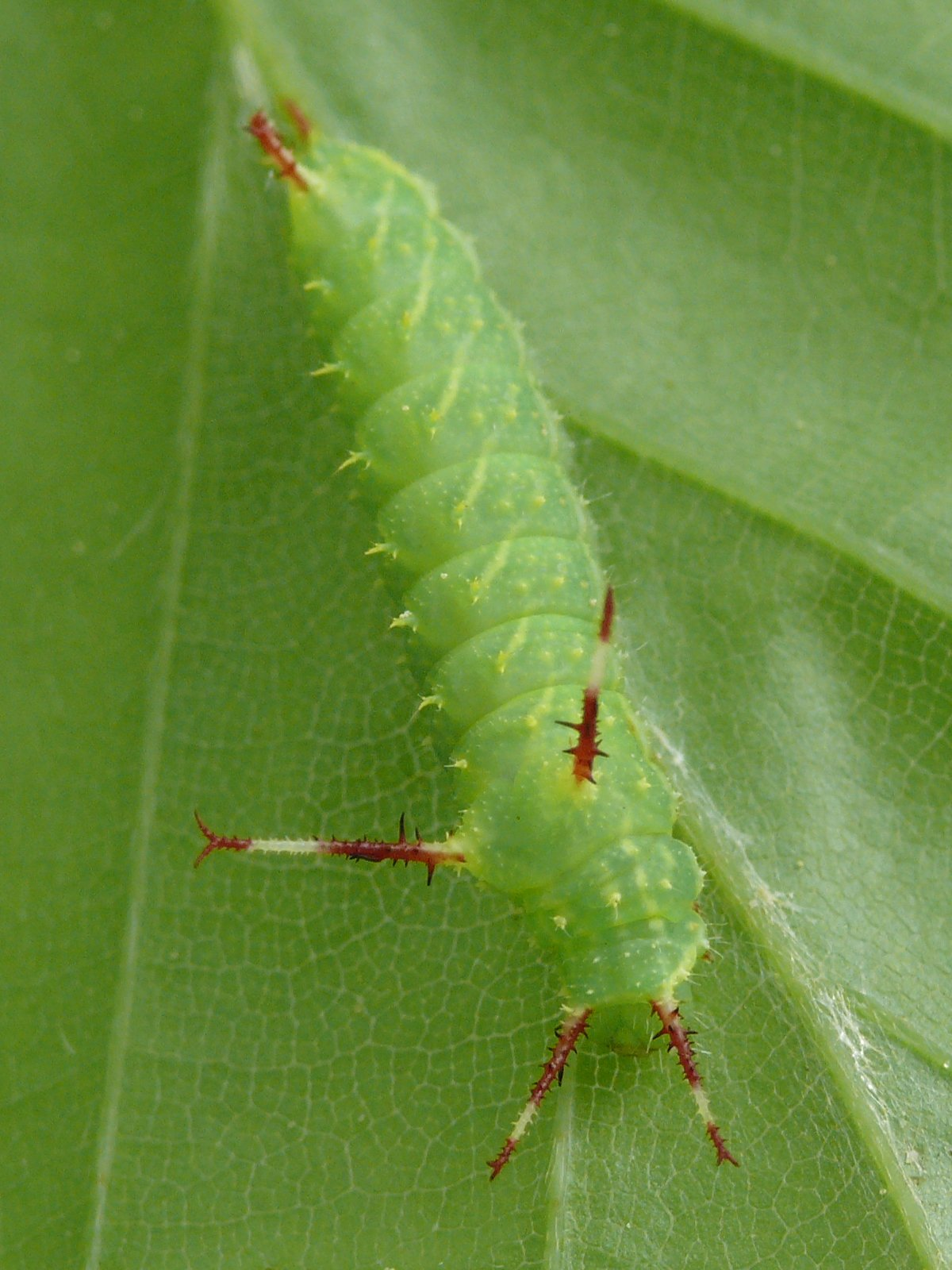
Chenille stade II
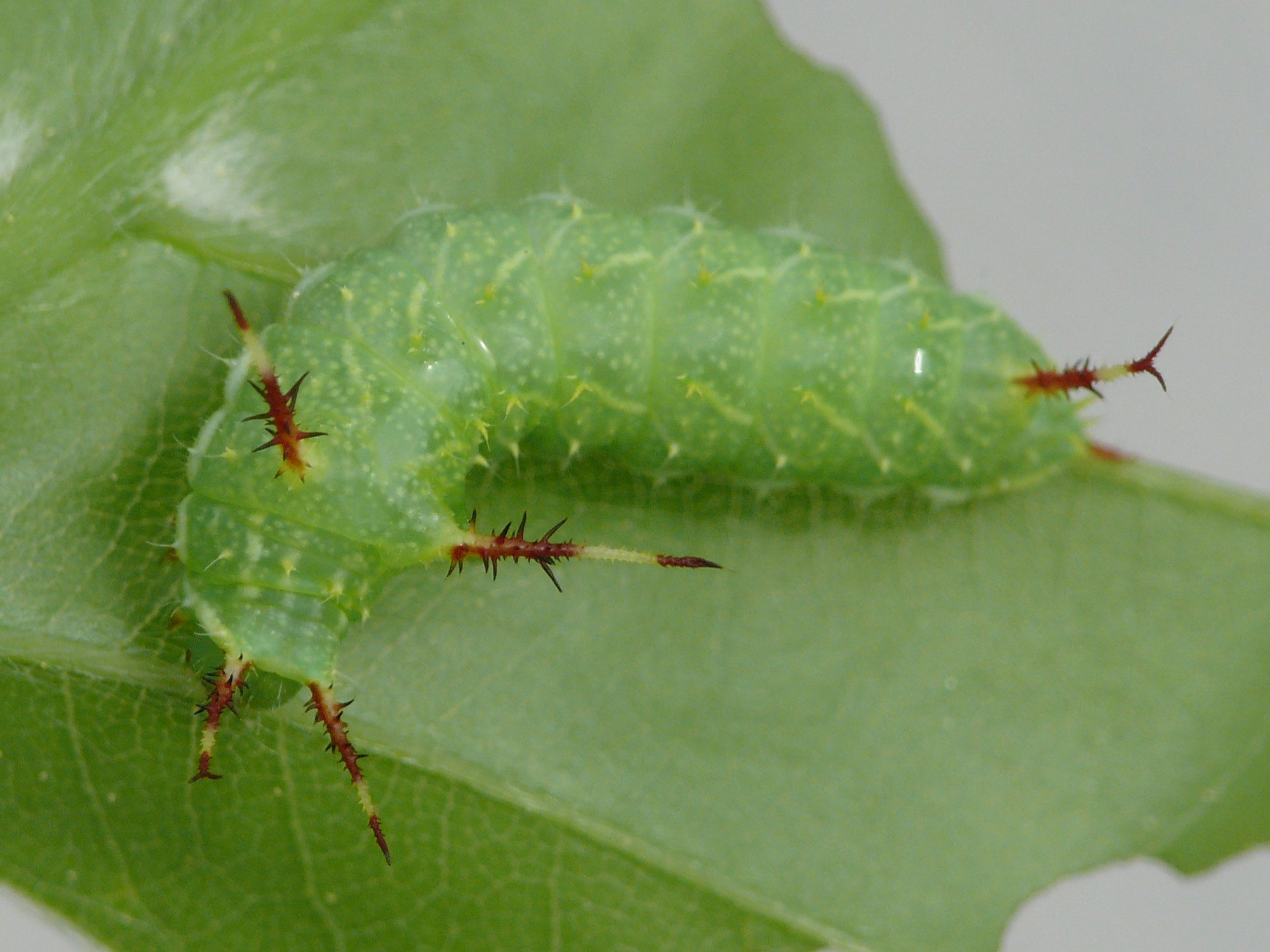
Chenille stade III
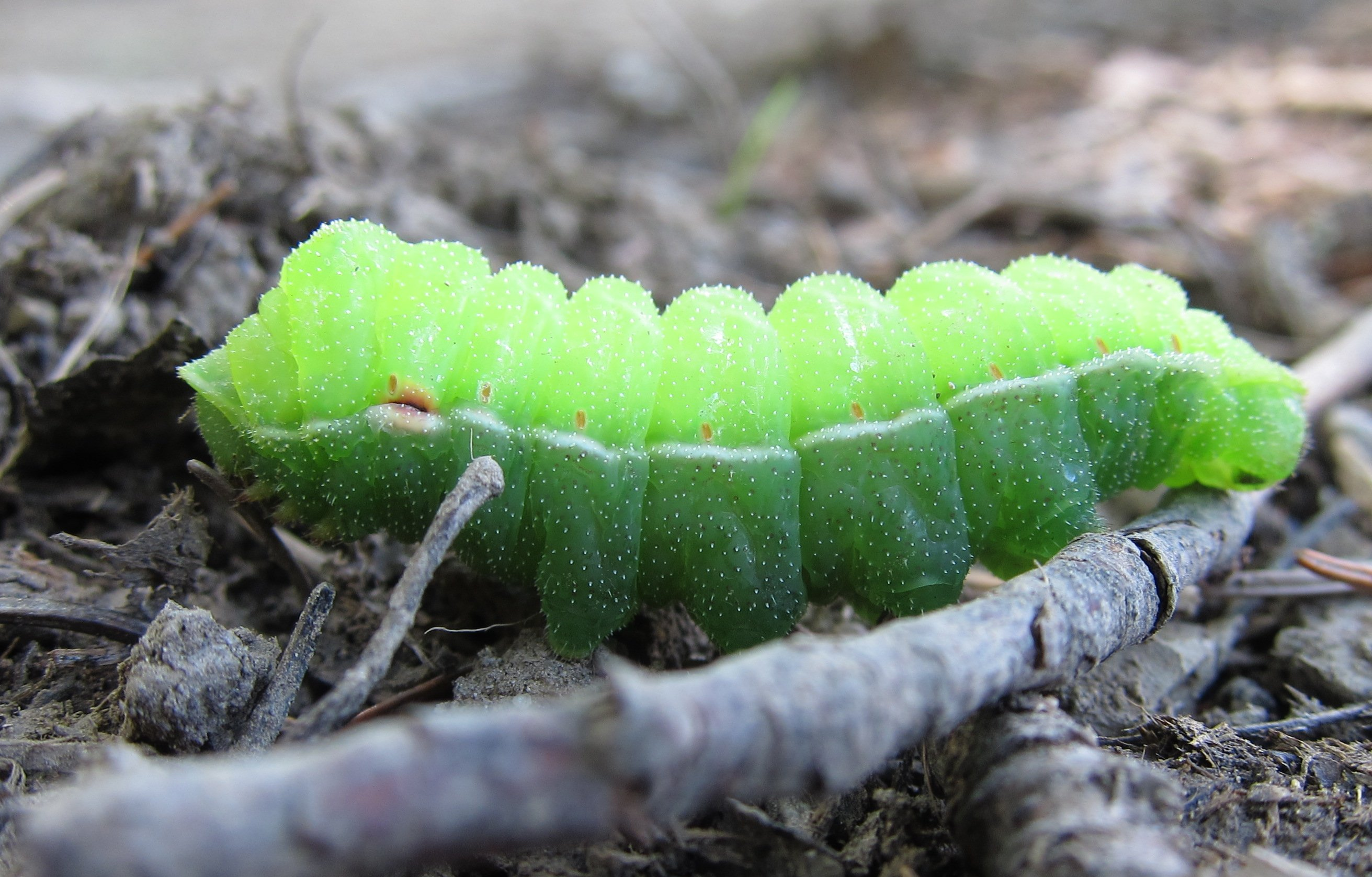
Chenille stade IV
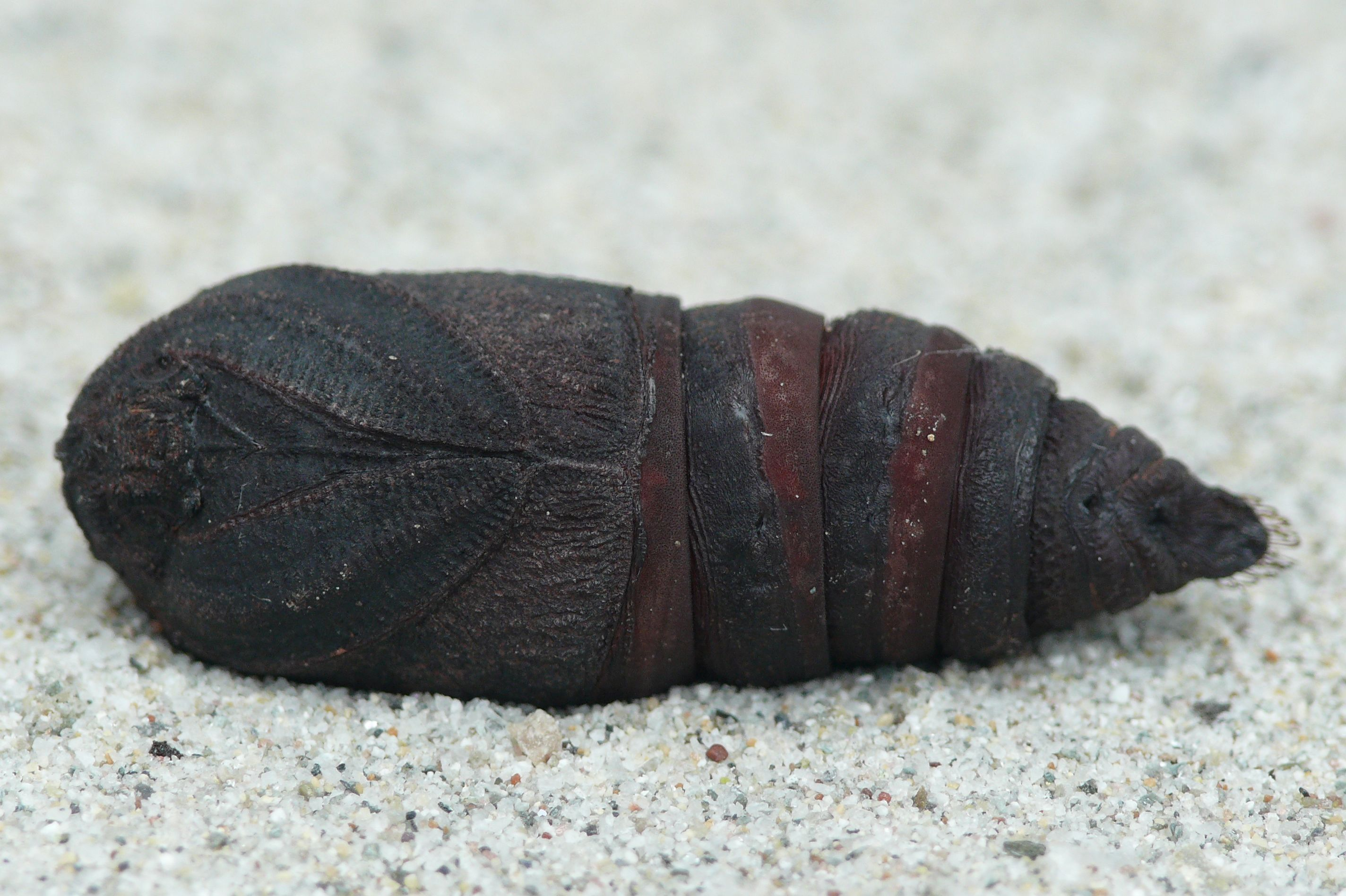
Chrysalide

## Répartition et habitat
Répartition
de l’ouest de l’Europe à l’Iran. En France, presque partout sauf dans les régions de basse altitude du sud.
Habitat
forêts de feuillus.

## Biologie
- Période de vol : de mars à juin jusqu’à 1 600 m. Le mâle vole le jour et la femelle la nuit.
- Plantes-hôtes : Fagus, Quercus, Betula, Corylus, Carpinus, etc.

## Systématique
L'espèce Aglia tau a été décrite  par le naturaliste suédois Carl von Linné en 1758.

### Synonymie
- Phalaena Bombyx Tau Linnaeus, 1758 Protonyme

### Taxinomie
Liste des sous-espèces
- Aliga tau tau (Linné, 1758)
- Aglia tau ab. ferenigra Thierry-Mieg, 1884
- Aglia tau ab. melaina Gross, 1898
- Aglia tau amurensis Jordan, 1911
- Aglia tau homora Jordan, 1911